# Eternal Hails…
Eternal Hails… — девятнадцатый студийный альбом норвежской блэк-метал-группы Darkthrone, вышедший 25 июня 2021 года на лейбле Peaceville Records.

## Об альбоме
Обложка альбома представляет собой картину под названием «Плутон и Харон», написанную в 1972 году художником-космонавтом Дэвидом А. Харди.
Альбом был записан и сведен в студии Chaka Khan Studio в Осло.

## Список композиций
| №                   | Название                        | Текст песни         | Музыка              | Длительность |
| ------------------- | ------------------------------- | ------------------- | ------------------- | ------------ |
| 1.                  | «His Master's Voice»            | Nocturno Culto      | Nocturno Culto      | 07:17        |
| 2.                  | «Hate Cloak»                    | Fenriz              | Fenriz              | 09:16        |
| 3.                  | «Wake of the Awakened»          | Fenriz              | Fenriz              | 08:24        |
| 4.                  | «Voyage to a North Pole Adrift» | Nocturno Culto      | Nocturno Culto      | 10:01        |
| 5.                  | «Lost Arcane City of Uppåkra»   | Nocturno Culto      | Nocturno Culto      | 07:02        |
| Общая длительность: | Общая длительность:             | Общая длительность: | Общая длительность: | 40:00        |

## Участники записи
- Nocturno Culto — вокал, электрогитара, бас-гитара, синтезатор, текст
- Fenriz — барабаны, бас-гитара, вокал, текст[2]